# 鈴木直人 (音楽プロデューサー)
鈴木 直人（すずき なおと）は、日本の音楽プロデューサー・ソングライター・編曲家。

## 経歴
1980年代、「なおと」名義で当時インディーズで活動していた筋肉少女帯の作詞及び作曲として数曲携わる。
その後、浜崎あゆみの初期の楽曲の編曲を多く手掛けるようになった。1999年に「Boys & Girls」で第41回日本レコード大賞優秀作品賞を受賞。その後、2000年に「SEASONS」で第33回全日本有線放送大賞グランプリ及び第42回日本レコード大賞優秀作品賞、2001年には「Dearest」で第43回日本レコード大賞大賞を受賞する。
また、新井裕子やRuppina+などの音楽プロデューサーを務めた。

## 主な楽曲提供アーティスト
- 上戸彩
  - tears（作曲・編曲）
  - True Love（作詞・作曲・編曲）

- 筋肉少女帯
  - オレンヂ・ペニス（作詞・作曲）
    - アルバム「仏陀L」に収録される際、「オレンヂ・エビス」に改題され、歌詞も一部変更。

  - さよならまねき猫（作曲）
    - アルバム「アニマル・カフェ」に収録。作詞を手がけたケラの持ち曲となる。

  - また会えたらいいね（作詞・大槻ケンヂと共同）
    - アルバム「サーカス団パノラマ島へ帰る」に収録される際、大槻の手により歌詞が変更され、作詞が大槻単独となる。

- DA PUMP
  - Feelin' Good -It's PARADISE-（編曲）

- 浜崎あゆみ
  - TO BE（編曲）
  - Boys & Girls（編曲）
  - monochrome（編曲）
  - too late（編曲）
  - Trauma（編曲）
  - End roll（編曲）
  - Interlude（作曲・編曲）
  - LOVE〜refrain〜（編曲）
  - Who...（編曲）
  - vogue（編曲）
  - ever free（編曲）
  - SEASONS（編曲）
  - Duty（編曲）
  - End of the World（編曲）
  - SCAR（編曲）
  - Key 〜eternal tie ver.〜（編曲）
  - Dearest（編曲）
  - no more words（編曲）

- Ruppina+
  - Free Will（編曲）
  - Repent（編曲）
  - crescent（編曲）
  - FAITH（編曲）
  - You Are（編曲）
  - Proudly（編曲）
  - One（編曲）
  - You（編曲）

## 受賞歴
- 浜崎あゆみ「Boys & Girls」 - 第41回日本レコード大賞優秀作品賞
- 浜崎あゆみ「SEASONS」 - 第33回全日本有線放送大賞グランプリ、第42回日本レコード大賞優秀作品賞
- 浜崎あゆみ「Dearest」 - 第43回日本レコード大賞大賞